# اسلام کندی
اسلام کندی یک روستا در ایران است که در دهستان صلوات واقع شده‌است. اسلام کندی ۱۰۶ نفر جمعیت دارد.